# 埃雷莱
埃雷莱，是主要使用于芬兰的芬蘭語姓。以下知名人物使用此姓：
- 拉伊莫·埃雷莱，芬兰政治人物。